# Camponotus keiferi
Camponotus keiferi är en myrart som beskrevs av Wheeler 1934. Camponotus keiferi ingår i släktet hästmyror, och familjen myror. Inga underarter finns listade.